# Municipio de Lincoln (condado de Gage)
El municipio de Lincoln (en inglés: Lincoln Township) es un municipio ubicado en el condado de Gage en el estado estadounidense de Nebraska. En el año 2010 tenía una población de 255 habitantes y una densidad poblacional de 2,74 personas por km².

## Geografía
El municipio de Lincoln se encuentra ubicado en las coordenadas 40°12′44″N 96°51′3″O / 40.21222, -96.85083. Según la Oficina del Censo de los Estados Unidos, el municipio tiene una superficie total de 93 km², de la cual 92,5 km² corresponden a tierra firme y (0,54 %) 0,5 km² es agua.

## Demografía
Según el censo de 2010, había 255 personas residiendo en el municipio de Lincoln. La densidad de población era de 2,74 hab./km². De los 255 habitantes, el municipio de Lincoln estaba compuesto por el 99,22 % blancos, el 0,39 % eran afroamericanos y el 0,39 % eran de una mezcla de razas. Del total de la población el 0 % eran hispanos o latinos de cualquier raza.